# Autumn Glory (manzana)
Autumn Glory® ( Malus domestica 'Huaguan') es el nombre de una variedad cultivar de manzano (Malus domestica). La variedad de manzana 'Autumn Glory' es un híbrido de 'Fuji' x 'Golden Delicious', con una coloración roja sobre fondo amarillo. La raza cruzada de polinización original fue creada por el Dr. Yu Lin Wang en 1976. Las frutas tienen una pulpa muy dulce y firme con toques de canela y sutiles notas de caramelo. Tolera la zona de rusticidad delimitada por el departamento USDA, de nivel 4.

## Sinonimia
- "Huaguan",
- "Hua Guan".

## Historia
'Autumn Glory®' es una variedad de manzana, desarrollada en el "Zhengzhou Fruit Research Institute" en la provincia de Henan (China) mediante el cruce como Parental-Madre de 'Fuji' x polen de 'Golden Delicious' como Parental-Padre. La raza cruzada de polinización original fue creada por el Dr. Yu Lin Wang en 1976 y fue denominado como (花冠)'Huaguan'.
La fruta se comercializa como variedad club 'Autumn Glory®' registrada para su cultivo comercial con los derechos de producción y explotación protegidos por "Domex Superfresh Growers", que tiene su sede en el Estado de Washington. Después de estar en desarrollo durante una década, la manzana se lanzó al mercado en la temporada 2011. La manzana en Estados Unidos es cultivada por "Domex Superfresh Growers" con una producción de alrededor de 56.000 árboles en noviembre de 2014.
Antes del Super Bowl XLIX en 2015, el vicegobernador Brad Owen (D-WA) propuso una apuesta al vicegobernador Karyn Polito (R-MA), símbolo de la próxima competición entre los Seattle Seahawks y los New England Patriots. El vicegobernador Owen perdió la apuesta, lo que resultó en la entrega de obsequios con el tema del estado de Washington que incluían manzanas 'Autumn Glory' al vicegobernador Polito en Massachusetts.

## Características
'Autumn Glory' es un árbol de un vigor moderado, con las ramas extendidas provocadas por cosechas abundantes. Con semi-espolón. Tiene un tiempo de floración que comienza a partir del 4 de mayo con el 10% de floración, para el 10 de mayo tiene una floración completa (80%), y para el 18 de mayo tiene un 90% caída de pétalos.
'Autumn Glory' tiene una talla de fruto medio; forma cónico redondo; con nervaduras muy débiles, y corona media; epidermis tiende a ser suave y brillante con un acabado ceroso en la madurez, con color de fondo es amarillo verdoso que madura a un amarillo intenso, con un sobre color lavado de rojo marcado con rayas rojas más profundas, importancia del sobre color medio-alto, y patrón del sobre color rayado / moteado, presenta lenticelas de color tostado, pequeñas y numerosas, "russeting" (pardeamiento áspero superficial que presentan algunas variedades) ausente o muy débil; cáliz se cierra herméticamente y se coloca en una cavidad poco profunda; pedúnculo es de longitud corta a media y delgado, colocado en una cavidad profunda y estrecha; carne de color crema, con una textura de grano fino y crujiente, sabor jugoso, dulce y ligeramente ácido.
Su tiempo de recogida de cosecha se inicia en otoño, a finales de octubre. Se mantiene bien a temperatura ambiente durante una semana, en almacenamiento en frío hasta por seis meses, y en atmósfera controlada durante casi un año.

## Usos
Una excelente manzana para comer en postre de mesa, también utilizada para cocinar, y en repostería.

## Ploidismo
Diploide, autoestéril. Grupo de polinización: D, Día 12.

## Susceptibilidades
- Algo propenso al mildiu, y a la roya del manzano y del enebro,
- Susceptible al cancro y al fuego bacteriano,
- Resistente a la sarna del manzano.[4]